# Лизон (вино)
Лизон (итал. Lison) — белое вино, производимое в Венеции и в провинциях Тревизо и Порденоне, на равнине между реками Тальяменто и Ливенца. Это единственное итальянское вино DOCG, производимое в двух разных регионах: Венето и Фриули-Венеция-Джулия .

## Винодельческий регион Лизон
- Винодельческая зона Lison DOCG включает в себя муниципалитеты:
  - В провинции Венеция: Анноне-Венето, Чинто-Каомаджоре, Груаро, Фоссалта-ди-Портогруаро, Прамаджоре, Тельо-Венето и часть территории Каорле, Конкордия-Сагиттария, Портогруаро, Сан-Микеле-аль-Тальяменто, Сан-Стино-ди-Ливенца ;
  - В провинции Тревизо: Медуна-ди-Ливенца и часть территории Мотта-ди-Ливенца ;
  - В провинции Порденоне: Чионс, Кордовадо, Прависдомини и часть территории Аццано Дечимо, Морсано-аль-Тальяменто, Сесто-аль-Регена .

- Отдельно выделенная зона Lison Classico включает в себя:
  - деревни Лисон, Прадипоццо и Суммага, входящие в коммуну Портогруаро;
  - деревни Бельфиоре, Блессалья и Сальвароло, в коммуне Прамаджоре;
  - деревни Карлин и Лонкон, в коммуне Анноне Венето.
  - часть территории муниципалитетов Санто-Стино-ди-Ливенца и Чинто-Каомаджоре.

## История
Виноградарство на северо-западе современной Италии зародилось еще во времена Римской империи и было рационализировано монахами-бенедиктинцами в X веке. Во времена расцвета Венецианской республики оно приобрело важное экономическое значение за счет активного использования коммерческих сетей венецианских купцов, и не потеряло значения и даже достигло своего пика в период Габсбургов. Благодаря вхождению в Австро-Венгрию, в регионе началось выращивание фриульской вариации лозы Токай, что положительно сказалось на производстве вин.
Законадательство ЕС о торговых марках потребовало прекращения с марта 2007 года использования названия «Токай» для вин, произведенных в Италии, поскольку эксклюзивные права на Токай остались за Венгрией. Чтобы отделить торговые наименования итальянских вин, производимых из винограда лозы Токай Фриулано, было предложено использовать марки Тай в Венето, Токаи Фриулано (Tocai friulano) во Фриули-Венеции Джулии и Тукки (Tuchì) в Ломбардии .

## Климат и терруар
В зоне Лизон господствует умеренный климат с чередованием прохладных сухих ветров с северо-северо-востока (бора) с жаркими влажными ветрами с юго-востока (сирокко). Почвы преимущественно глинистые, с тонким слоем известняка на глубине 30-70 см. Они обладают хорошей водоемкостью и богаты минеральными элементами (калием, кальцием, магнием) и органическими веществами.
4 августа 1971 года виноделы зона Лизон получили для своей продукции статус DOC. В 1974 году две винодельческие зоны DOC Лизон и Прамаджоре были объединены под общим название названием Лизон-Прамаджоре DOC. 22 декабря 2010 года зона Лизон-Прамаджоре получила статус DOCG.

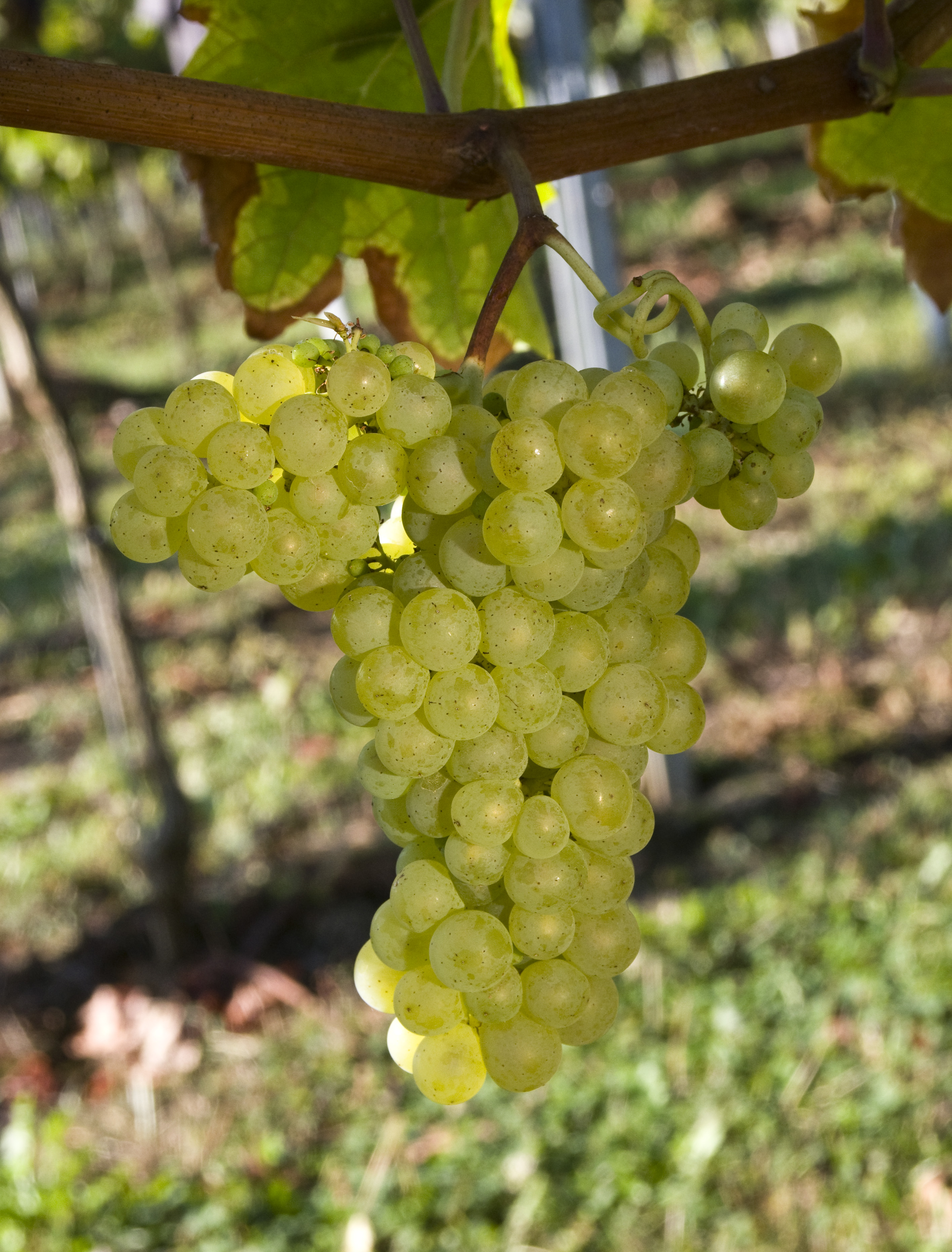
Гроздь винограда Тай (Токай фриулано)

Две версии вина Lison и Lison Classico имеют минимальные различия.
|                                              | Лизон                               | Классический Лизон                  |
| используемые сорта винограда                 | Фриульский токай (тай) минимум 85 % | Фриульский токай (тай) минимум 85 % |
| минимальная крепость алкоголя                | 12,0 % об.                          | 12,5 % об.                          |
| минимальная общая кислотность                | 4,50 г/л.                           | 4,50 г/л.                           |
| минимальный сухой экстракт                   | 20,00 г/л                           | 20,00 г/л                           |
| максимальная урожайность винограда с гектара | 110 центнеров                       | 100 центнеров                       |